# Ибрагим (казанский посол)
Ибрагим (посол) — бакши в Казанском ханстве в начале XVI века. Выполнял ответственные дипломатические поручения.
Осенью 1528 года участвовал в посольстве, посланном ханом Сафа-Гиреем в Москву, во главе которого стоял князь Танай. Посольство это было одним из этапов длительных переговоров о мире (1529), завершившим Казанско-русскую войну 1523 году

## Биография
После Казанско-русской войны 1530 году с Московским княжеством и неудачного похода на Казань в 1530 году, Ибрагим был послан в Москву для мирных переговоров в составе посольства, возглавляемого князем Танаем.. Был заключен мир на условиях возвращения военной добычи и пленных. Однако, казанское правительство потребовало, чтобы сначала русские выдали захваченную добычу. Подписание договора ханом не состоялось.
Участники переговоров с русской стороны Ф. И. Карпов и Менший Путятин смогли привлечь на свою сторону находящихся в Москве казанских послов. Прорусская партия в Казани, которую возглавил князь Булат Ширин, привлекла на свою сторону многих казанцев. Они пользовались поддержкой единственной представительницы старой династии Улу Мухаммеда царевны Гаухаршад. Активную роль в заговоре сыграл и бакши Ибрагим, который написал из Москвы воззвание к казанцам, к черемисам, к чувашам и к Арским князьям, направленные в пользу союза с Россией и против хана Сафы.
В мае 1531 года заговорщики свергли Сафа Гирея. На престол 29 июня 1531 г. был возведён малолетний касимовский хан Джан-Али. Вместе с новым ханом возвратилось из России посольство, подготовившее почву для переворота — князь Танай и Тевекель и бакши Ибрагим, а также прибыл русский посол Я. Г. Морозов.